# Primera División del Perú
Primera División del Perú este un campionatul de fotbal al statului Peru, din zona CONMEBOL. De la înființarea sa în 1912, evenimentul a fost jucat de 105 ori. Clubul cu cele mai multe titluri este Universitario de Deportes cu 26, urmat de Alianza Lima și Sporting Cristal cu 25, respectiv 20 de titluri.

## Total campioane

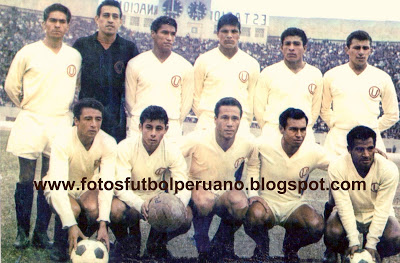
Universitario de Deportes în 1967

| Club                             | Total | Era amatoare (1912-50) | Era amatoare (1912-50)    | Era profesionistă (1951-present) | Era profesionistă (1951-present) |
| Club                             | Total | Lima (1912-1921)       | Lima & Callao (1926-1950) | Lima & Callao (1951-65)          | Descentralizado (1966-)          |
| -------------------------------- | ----- | ---------------------- | ------------------------- | -------------------------------- | -------------------------------- |
| Universitario de Deportes        | 26    | —                      | 7                         | 3                                | 16                               |
| Alianza Lima                     | 25    | 2                      | 6                         | 6                                | 11                               |
| Sporting Cristal                 | 20    | —                      | —                         | 2                                | 18                               |
| Sport Boys Association           | 6     | —                      | 3                         | 2                                | 1                                |
| Deportivo Municipal              | 4     | —                      | 4                         | 0                                | 0                                |
| Universidad San Martín de Porres | 3     | —                      | —                         | —                                | 3                                |
| Atlético Chalaco                 | 2     | —                      | 2                         | 0                                | 0                                |
| Mariscal Sucre FC                | 2     | —                      | 1                         | 1                                | 0                                |
| Lima Cricket FC                  | 2     | 2                      | 0                         | 0                                | 0                                |
| Sport Progreso                   | 2     | 1                      | 1                         | —                                | —                                |
| Unión Huaral                     | 2     | —                      | 0                         | 0                                | 2                                |
| Sport José Galvez                | 2     | 2                      | 0                         | —                                | —                                |
| FBC Melgar                       | 2     | —                      | 0                         | 0                                | 2                                |
| Jorge Chávez                     | 1     | 1                      | 0                         | —                                | —                                |
| Centro Iqueño                    | 1     | —                      | 0                         | 1                                | 0                                |
| Colegio San Agustín              | 1     | —                      | 0                         | 0                                | 1                                |
| Defensor Lima                    | 1     | —                      | 0                         | 0                                | 1                                |
| Sport Inca                       | 1     | 1                      | —                         | —                                | —                                |
| Sport Juan Bielovucic            | 1     | 1                      | —                         | —                                | —                                |

## Campioane
| Sezon | Campioana                 |
| ----- | ------------------------- |
| 1912  | Lima Cricket FC           |
| 1913  | Jorge Chávez              |
| 1914  | Lima Cricket FC           |
| 1915  | Sport José Galvez         |
| 1916  | Sport José Galvez         |
| 1917  | Sport Juan Bielovucic     |
| 1918  | Sport Alianza             |
| 1919  | Sport Alianza             |
| 1920  | Sport Inca                |
| 1921  | Sport Progreso            |
| 1926  | Sport Progreso            |
| 1927  | Alianza Lima              |
| 1928  | Alianza Lima              |
| 1929  | Federación Universitaria  |
| 1930  | Atlético Chalaco          |
| 1931  | Alianza Lima              |
| 1932  | Alianza Lima              |
| 1933  | Alianza Lima              |
| 1934  | Universitario de Deportes |
| 1935  | Sport Boys                |
| 1937  | Sport Boys                |
| 1938  | Deportivo Municipal       |
| 1939  | Universitario de Deportes |
| 1940  | Deportivo Municipal       |
| 1941  | Universitario de Deportes |
| 1942  | Sport Boys                |
| 1943  | Deportivo Municipal       |
| 1944  | Mariscal Sucre FC         |
| 1945  | Universitario de Deportes |
| 1946  | Universitario de Deportes |
| 1947  | Atlético Chalaco          |
| 1948  | Alianza Lima              |
| 1949  | Universitario de Deportes |
| 1950  | Deportivo Municipal       |
| 1951  | Sport Boys                |
| 1952  | Alianza Lima              |
| 1953  | Mariscal Sucre FC         |
| 1954  | Alianza Lima              |
| 1955  | Alianza Lima              |
| 1956  | Sporting Cristal          |
| 1957  | Centro Iqueño             |
| 1958  | Sport Boys                |
| 1959  | Universitario de Deportes |
| 1960  | Universitario de Deportes |
| 1961  | Sporting Cristal          |
| 1962  | Alianza Lima              |
| 1963  | Alianza Lima              |
| 1964  | Universitario de Deportes |
| 1965  | Alianza Lima              |
| 1966  | Universitario de Deportes |
| 1967  | Universitario de Deportes |
| 1968  | Sporting Cristal          |
| 1969  | Universitario de Deportes |
| 1970  | Sporting Cristal          |
| 1971  | Universitario de Deportes |
| 1972  | Sporting Cristal          |
| 1973  | Defensor Lima             |
| 1974  | Universitario de Deportes |
| 1975  | Alianza Lima              |
| 1976  | Unión Huaral              |
| 1977  | Alianza Lima              |
| 1978  | Alianza Lima              |
| 1979  | Sporting Cristal          |
| 1980  | Sporting Cristal          |
| 1981  | FBC Melgar                |
| 1982  | Universitario de Deportes |
| 1983  | Sporting Cristal          |
| 1984  | Sport Boys                |
| 1985  | Universitario de Deportes |
| 1986  | Colegio San Agustín       |
| 1987  | Universitario de Deportes |
| 1988  | Sporting Cristal          |
| 1989  | Unión Huaral              |
| 1990  | Universitario de Deportes |
| 1991  | Sporting Cristal          |
| 1992  | Universitario de Deportes |
| 1993  | Universitario de Deportes |
| 1994  | Sporting Cristal          |
| 1995  | Sporting Cristal          |
| 1996  | Sporting Cristal          |
| 1997  | Alianza Lima              |
| 1998  | Universitario de Deportes |
| 1999  | Universitario de Deportes |
| 2000  | Universitario de Deportes |
| 2001  | Alianza Lima              |
| 2002  | Sporting Cristal          |
| 2003  | Alianza Lima              |
| 2004  | Alianza Lima              |
| 2005  | Sporting Cristal          |
| 2006  | Alianza Lima              |
| 2007  | Universidad San Martín    |
| 2008  | Universidad San Martín    |
| 2009  | Universitario de Deportes |
| 2010  | Universidad San Martín    |
| 2011  | Juan Aurich               |
| 2012  | Sporting Cristal          |
| 2013  | Universitario de Deportes |
| 2014  | Sporting Cristal          |
| 2015  | FBC Melgar                |
| 2016  | Sporting Cristal          |
| 2017  | Alianza Lima              |
| 2018  | Sporting Cristal          |
| 2019  | Binacional                |
| 2020  | Sporting Cristal          |
| 2021  | Alianza Lima              |
| 2022  | Alianza Lima              |

## Cluburi 2023
| Echipa                           | Oras     | Stadion              | Capacity | Field      |
| -------------------------------- | -------- | -------------------- | -------- | ---------- |
| Alianza Atlético                 | Sullana  | Campeones del 36     | 8,000    | Grass      |
| Alianza Lima                     | Lima     | Alejandro Villanueva | 35,000   | Grass      |
| Cienciano                        | Cuzco    | Garcilaso            | 42,056   | Grass      |
| FBC Melgar                       | Arequipa | UNSA                 | 20,000   | Grass      |
| Ayacucho FC                      | Ayacucho | Ciudad de Cumaná     | 15,000   | Grass      |
| Sport Boys                       | Callao   | Miguel Grau          | 17,000   | Grass      |
| Sport Huancayo                   | Huancayo | Huancayo             | 20,000   | Grass      |
| Sporting Cristal                 | Lima     | San Martin de Porres | 18,000   | Grass      |
| Universidad César Vallejo        | Trujillo | Mansiche             | 25,000   | Artificial |
| Universidad San Martín de Porres | Lima     | San Martin de Porres | 18,000   | Grass      |
| Universitario de Deportes        | Lima     | Monumental           | 80,093   | Grass      |

## Golgheteri
| Post | Jucator           | An        | Goluri |
| ---- | ----------------- | --------- | ------ |
| 1    | Sergio Ibarra     | 1993-2014 | 274    |
| 2    | Oswaldo Ramírez   | 1966-1982 | 190    |
| 3    | Waldir Sáenz      | 1991-2009 | 178    |
| 4    | Germán Carty      | 1988-2009 | 164    |
| 5    | Jorge Soto        | 1990-2008 | 161    |
| 6    | Emilio Salinas    | 1948-1961 | 159    |
| 7    | Teodoro Fernández | 1931-1953 | 156    |
| 8    | Teófilo Cubillas  | 1966-1987 | 152    |
| 9    | Paul Cominges     | 1993-2009 | 151    |
| 10   | Valeriano López   | 1946-1960 | 150    |